# Otto Jürgens (Theologe)
Otto Gotthard Heinrich Wilhelm Jürgens (* 4. April 1895 in Braunschweig; † 9. Januar 1979 ebenda) war ein deutscher lutherischer Theologe.

## Leben
Otto Jürgens wurde 1895 in Braunschweig geboren. Nach dem Abitur am dortigen Wilhelm-Gymnasium studierte er von 1912 bis 1915 Theologie in Göttingen und Marburg. Er nahm als Soldat am Ersten Weltkrieg teil und kehrte 1920 aus britischer Kriegsgefangenschaft zurück. Dem Besuch des Predigerseminars folgte 1921 die Ordination zum Pfarrer. Jürgens wirkte zunächst als Stadtadjunkt, dann als Nachfolger Richard Gerlichs von 1925 bis 1965 als Pfarrer an der St. Johanniskirche in Braunschweig. Daneben war er von 1925 bis 1935 Garnisonspfarrer und von 1925 bis 1960 Gehörlosenseelsorger. Er war von 1925 bis 1933 Mitherausgeber der Zeitschrift Freier Christenglaube. Jürgens trat zum 1. Mai 1933 der NSDAP bei (Mitgliedsnummer 2.801.675) und war bis zum 15. November 1933 Angehöriger der Deutschen Christen, der antisemitischen und am Führerprinzip orientierten Strömung im deutschen Protestantismus. Am Karsamstag 1933 erschien folgender Text Jürgens’ in der Braunschweigischen Staatszeitung: 

„… Bei dem Gedanken an die Botschaft des christlichen Osterfestes ... liegt es in den Zeiten der nationalen Erhebung ... allzu nahe, diese Botschaft mit der Auferstehung des deutschen Volkes aus der langen Nacht der Schmach und Schande in Verbindung zu bringen. Hier wie dort handelt es sich um etwas Wunderbares, Unfaßliches, etwas, das man erlebt, als träume man. Es ist das Erfülltwerden einer Hoffnung ...“

 Von 1934 bis 1967 war er Mitglied der Prüfungskommission der Landeskirche, wofür er 1938 mit dem Titel Kirchenrat geehrt wurde. Er nahm von 1939 bis 1945 als Soldat am Zweiten Weltkrieg teil, zuletzt im Rang eines Majors.

### Nach dem Zweiten Weltkrieg
Nach Kriegsende wurde Jürgens am 1. März 1946 zum Propst der Propstei Braunschweig berufen. Im selben Jahr wurde er Mitglied der Landessynode und vertrat nachfolgend die Braunschweigische Landeskirche in den Synoden der evangelischen Kirche in Deutschland. Als Propst engagierte er sich für den Wiederaufbau der während des Krieges zerstörten Stadtkirchen und für die 1946 erfolgte Einrichtung des Stadtkirchenbauamtes, welches bis 1971 von Kirchenbaurat Friedrich Berndt geleitet wurde. Während die großen Stadtkirchen innerhalb von 40 Jahren wiederhergestellt werden konnten, fiel die unbeschädigte Maria-Magdalenen-Kapelle 1955 dem Abriss zum Opfer. Jürgens setzte sich für die Einrichtung neuer Gemeinden und Pfarrstellen ein und rief den Bau neuer Kirchengebäude ins Leben, darunter die Martin-Chemnitz-, St.-Lukas-, Dankes-, Auferstehungs-, Christus- und Bonhoefferkirche. Er war bekannt als Verfechter der Selbständigkeit der Braunschweigischen Landeskirche. Otto Jürgens trat 1965 in den Ruhestand und starb 1979 im Alter von 83 Jahren in Braunschweig.
Jürgens war Mitglied im Braunschweigischen Geschichtsverein.